# Aegyptosaurus
Aegyptosaurus („egyptský ještěr“), byl rod sauropodního dinosaura, který žil na území dnešní Afriky zhruba před 95 miliony let, na počátku období pozdní křídy.

## Historie a popis
Tento čtyřnohý sauropod byl býložravý a mohurně stavěný. Fosilie tohoto dinosaura poprvé objevil roku 1912 rodák z Čech, rakouský amatérský paleontolog Richard Markgraf. Zkameněliny byly nalezeny v Egyptě, ale také v Nigérii a na mnoha různých místech Saharské pouště. Všechny známé exempláře byly nalezeny před rokem 1939. Zkameněliny byly společně převezeny do Mnichova, ale při leteckém útoku za 2. světové války roku 1944 bylo zničeno muzeum, kde byly fosílie uloženy.

## Rozměry
Aegyptosaurus vážil zhruba 7 metrických tun a byl asi 15 až 16 metrů dlouhý. Měl dlouhý krk, malou hlavu a svůj dlouhý ocas pravděpodobně používal k udržování rovnováhy.

## Systematické zařazení
Aegyptosaurus byl blízkým příbuzným argentinosaura, mnohem většího dinosaura nalezeného v Jižní Americe. Předpokládá se, že se vyvinul ze svého jihoamerického příbuzného poté, což naznačuje existenci suchozemské cesty mezi Afrikou a Jižní Amerikou.
Je poměrně pravděpodobné, že Aegyptosaurus byl snadnou obětí pro velké predátory, jako byl Carcharodontosaurus a Spinosaurus.